# Helmut Staubmann

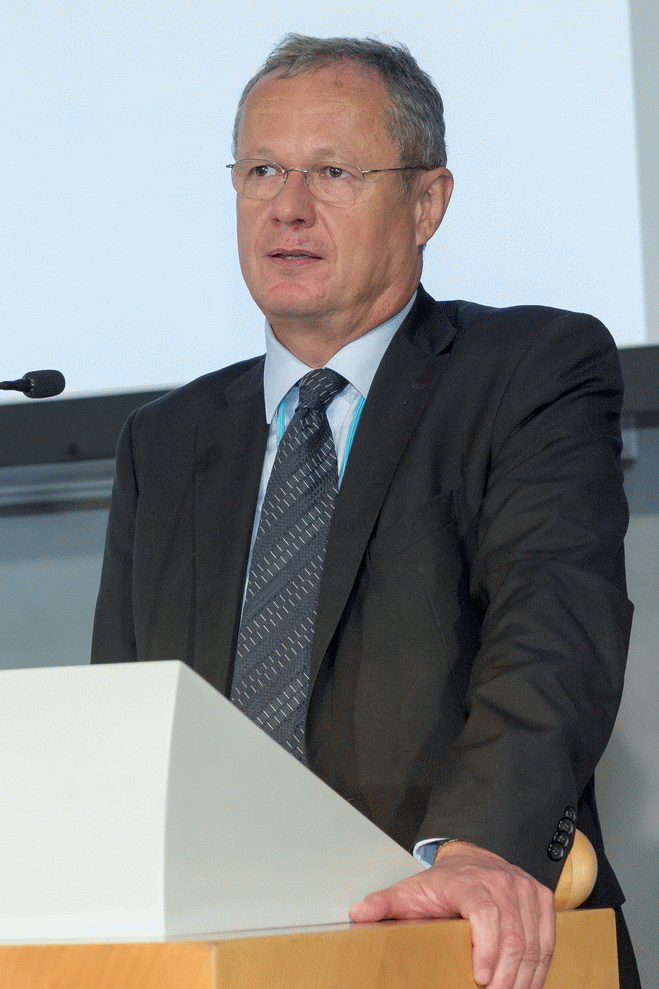
Helmut Staubmann am Kongress der Österreichischen Gesellschaft für Soziologie, Oktober 2015

Helmut Staubmann (* 7. März 1956 in Judenburg) ist ein österreichischer Soziologe. Er ist Professor für Soziologische Theorie und Kultursoziologie an der Universität Innsbruck. Er war Gastprofessor an den österreichischen Universitäten in Graz, Linz und Salzburg, weiters an der FU Bozen, an der Karls-Universität Prag (Erasmus Lecturer), der Kobe University und an der University of Tennessee/Knoxville. 2013 bis 2015 war er Präsident der Österreichischen Gesellschaft für Soziologie.

## Wissenschaftlicher Werdegang
Helmut Staubmann studierte Soziologie an der Universität Wien und am Institut für Höhere Studien, Wien. Er habilitierte sich 1994 für Soziologie an der Universität Innsbruck. 1991/92 war er Erwin Schrödingers Stipendiat an der UCLA und der University of Maryland, College Park. Von 1994 bis 1997 war er APART Stipendiat der Österreichischen Akademie der Wissenschaften an der University of Chicago, der Stanford University und der University of Pennsylvania, Philadelphia. Das Studienjahr 2012/13 verbrachte er als Visiting Scholar an der Harvard University. Seit 2013 ist er Dekan der Fakultät für Politikwissenschaft und Soziologie der Universität Innsbruck.

## Wissenschaftliche Auszeichnungen
- George-Sarton-Medaille[3] der Universität Gent 2014/15
- Kardinal-Innitzer-Förderungspreis für Sozial- und Wirtschaftswissenschaften 1995
- Adam-Smith-Bicentenery-Preis der Sozial- und Wirtschaftswissenschaftlichen Fakultät der Leopold-Franzens-Universität Innsbruck 1990

## Bücher
- (Herausgeber mit Victor M. Lidz): Rationality in the Social Sciences: The Schumpeter-Parsons Seminar 1939-40 and Current Perspectives. Cham: Springer International Publishing 2018
- (Herausgeber): Soziologie in Österreich – Internationale Verflechtungen. Innsbruck University Press 2016
- (Herausgeber mit Heinz-Jürgen Niedenzu): Kritische Theorie und Gesellschaftsanalyse. Innsbruck University Press 2016
- (Editor with Victor M. Lidz): Talcott Parsons and Winston White: Values of American Society. Manuscripts from the American Society Project I. Wien: LIT 2016
- (Editor): The Rolling Stones – Sociological Perspectives. Lanham: Lexington Books 2013
- (Herausgeber mit Harald Wenzel): Talcott Parsons: Zur Aktualität eines Theorieprogramms. (Sonderband 6 der Österreichischen Zeitschrift für Soziologie) Wiesbaden: Westdeutscher Verlag 2012 (2. Auflage, 1. Auflage 2000)
- (Editor with Victor M. Lidz): Talcott Parsons: Actor, Situation and Normative Pattern. An Essay in the Theory of Social Action. Wien: LIT 2010
- Ästhetik – Aisthetik – Emotionen. Soziologische Essays. Konstanz: UVK (Reihe Theorie und Methode) 2008
- Soziologische Theorie, Abriß der Ansätze ihrer Hauptvertreter. München: Oldenbourg 2015 (9. Auflage) (gem. mit Julius Morel, Eva Bauer, Tamás Meleghy, Heinz-Jürgen Niedenzu, Max Preglau)
- (Editor): Action Theory: Methodological Studies. Wien: LIT (Distributed in North America by Transaction Publishers) 2006
- (Editor with Alan Scott): Georg Simmel: Rembrandt: An Essay in the Philosophy of Art. (Translated, Edited and with an Introduction by Helmut Staubmann und Alan Scott) New York: Routledge 2005
- (Herausgeber mit Alfred Smudits): Kunst – Geschichte – Soziologie: Beiträge zur soziologischen Kunstbetrachtung aus Österreich – Festschrift für Gerhardt Kapner. Frankfurt a. Main: Peter Lang 1997
- Die Kommunikation von Gefühlen, Ein Beitrag zur Soziologie der Ästhetik auf der Grundlage von Talcott Parsons' Allgemeiner Theorie des Handelns. Berlin: Duncker & Humblot 1995
- (Herausgeber mit Tamás Meleghy, Heinz-Jürgen Niedenzu, Max Preglau): Normen und soziologische Erklärung. Innsbruck: Tyrolia 1987

### Publikationen aus angewandter Sozialforschung
- Universitäre Bildung und Berufseinstieg. Eine Befragung von Akademiker/innen in Tirol. Innsbruck University Press. Innsbruck 2011 (gem.m. Meusburger, Katharina)
- Vom Pflegehelfer zum Primar. Eine Studie über Berufsmatura und Studienberechtigungsprüfung. Innsbruck University Press. Innsbruck 2010 (gem.m. Meusburger, Katharina)
- Nachhilfesituation bei Schülerinnen und Schülern in Niederösterreich. Innsbruck University Press. Innsbruck 2009 (gem.m. Preglau-Hämmerle, Susanne)
- Nachhilfesituation bei Schülerinnen/Schülern in Tirol. Innsbruck University Press. Innsbruck 2008 (gem.m. Preglau-Hämmerle, Susanne)